# Chacabuco (Schiff)
Die dritte Chacabuco der chilenischen Marine war ein Geschützter Kreuzer vom Typ Elswick, der im August 1896 als Spekulationsbau unter der Baunummer 663 auf dem Low Walker Yard der Firma Armstrong, Mitchell & Co begonnen worden war. Das Schiff wurde nach den Plänen der vier Monate früher auf derselben Werft begonnenen Takasago ausgeführt, die man im Juli 1896 an Japan verkauft und im April 1898 fertiggestellt hatte. Als der Neubau am 4. Juli 1898 vom Stapel lief, gab es für ihn noch keinen Käufer, so dass er provisorisch den Namen Fourth of July erhielt. Im Mai 1899 war er weitgehend fertiggestellt, ohne dass die Verkaufsbemühungen der Bauwerft Erfolg gehabt hatten.
Die neuen Spannungen zwischen Argentinien und Chile im Jahr 1901 u. a. in der Frage der Grenzziehung in Patagonien führte auf beiden Seiten zu einer weiteren Aufrüstung. Chile kaufte im Januar den praktisch fertiggestellten Kreuzer, der jetzt den Namen Chacabuco erhielt, und einen ebenfalls fertigen Zerstörer bei der Firma Armstrong und bestellte zwei Linienschiffe der späteren Swiftsure-Klasse in Großbritannien. Großbritannien vermittelte im Streit zwischen den beiden südamerikanischen Staaten und erreichte in zwei Verträgen im Mai und November 1902 die Beilegung des Streites, worauf beide die geplanten Neubauten verkauften.
Die Chacabuco war aber Ende April 1902 schon nach Chile ausgelaufen. Sie blieb bis 1952 im Dienst der chilenischen Marine und war damit weltweit der letzte im Dienst befindliche Elswick-Kreuzer.

## Baugeschichte
Die Firma Armstrong, Mitchell & Co baute 1896 nicht nur auf der Kriegsschiffwerft in Elswick, sondern nach fast zehn Jahren Pause auch auf der Low Walker-Werft wieder Kriegsschiffe, da es an Aufträgen für zivile Schiffe mangelte. Im März hatte man den Bau von zwei Küstenpanzerschiffen der Harald Haarfagre-Klasse für Norwegen übernommen und begann dann auch noch im April den Bau eines Elswick-Kreuzer in der Größe der 1893 nach Japan gelieferten Yoshino als Spekulationsbau. Japan erwarb diesen Neubau im Juli, der als Takasago 1898 fertiggestellt wurde. Der Verkauf führte umgehend im August zur Kiellegung eines weiteren Spekulationsbaus mit der Baunummer 663, wobei anfangs ein Verkauf an Japan wohl als möglich gesehen wurde. Die Werft konnte 1896 zwei weitere Kreuzeraufträge gewinnen. China bestellte zwei etwas größere Kreuzer, von denen einer im November auf dem Low Walker Yard begonnen wurde, und Portugal einen etwa gleich großen Kreuzer mit einigen Abweichungen, der in Elswick begonnen wurde.
Der Bau des unverkauften Spekulationsbaus soll in Tag- und Nachtschichten fortgesetzt worden sein, aber die festen Aufträge wurden dann doch schneller abgewickelt und der Neubau kam erst am 4. Juli 1898, fast zwei Jahre nach Baubeginn, mit dem provisorischen Namen Fourth of July zu Wasser. Der Name bezeichnete den Tag des Stapellaufs und den amerikanischen Unabhängigkeitstag. Vermutlich versuchte die Werft, das Schiff an die US Navy zu verkaufen. Verkaufsverhandlungen mit der britischen Admiralität, Japan und der Türkei führten nicht zum Erfolg. Italien war nur bereit, einen sehr niedrigen Preis zu zahlen, worauf die Bauwerft nicht einging. So blieb der Kreuzer, der Anfang Mai 1899 fast fertiggestellt war, unverkauft am Tyne.
Die Ende 1901 wieder auftretenden Spannungen zwischen Chile und Argentinien führten dann im Januar 1902 zum Ankauf des fertigen Kreuzer durch die chilenische Marine, die damit – wie die argentinische Marine – über drei etwas unterschiedliche Kreuzer dieses Typs verfügte.
Die von Philip Watts konstruierten Folgemodelle der Yoshino verdrängten etwas über 4.000 tn.l., waren 118,2 m lang und 14,2 m breit und hatten keine Kupferverkleidung des Rumpfes. Nur die chilenische Blanco Encalada und die argentinische Buenos Aires und die vor der Chacabuco ausgelieferten beiden chinesischen Kreuzer waren etwas größere Varianten des Elswick-Kreuzers. Die vom Humphrys & Tennant gelieferten Vierzylinder-Dreifach-Expansionsmaschinen mit vier Doppelender-Kesseln und vier einfachen Zylinderkesseln leisteten 10.000 PSi und mit künstlichem Zug bis zu 15.750 PSi auf zwei Schrauben.
Hauptbewaffnung der beiden Kreuzer waren zwei einzelne 203 mm-L/45-Elswick-Geschütze hinter Schutzschilden, die auf den gleichzeitig gebauten Panzerkreuzern für die japanische Marine in Doppeltürmen zum Einsatz kamen, einer von Armstrongs Geschützfabrik für den Export neu entwickelten Kanone. Gleiches galt für die zehn 120 mm-L/40-Geschütze an den Seiten.
Bei der leichten Artillerie zur Torpedobootsabwehr unterschied sich die Chacabuco von ihrem japanischen Schwesterschiff mit 16 Dreipfünder (47 mm)-Hotchkiss-Schnellfeuergeschützen und sechs 37 mm-Einpfündern. Die Torpedobewaffnung war mit fünf 45 cm-Torpedorohren (starres Bugrohr und vier bewegliche Breitseitsrohre) identisch.

## Einsatzgeschichte
Der jetzt Chacabuco genannte Kreuzer verließ am 29. April 1902 die Tyne-Mündung, um von der chilenischen Besatzung eingefahren zu werden. Auch wurde der bei Armstrong erworbene Zerstörer Capitan Thompson getestet. Der erste Auftrag des neu erworbenen Kreuzers sollte die Teilnahme an der Flottenschau anlässlich der Krönung des britischen Königs Eduard VII. sein, zu der die Chacabuco am 23. Juni in Spithead eintraf. Kurz zuvor war der sehr ähnliche portugiesische Kreuzer Dom Carlos I. mit dem portugiesischen Kronprinzen eingetroffen und einen Tag später traf das Schwesterschiff Takasago mit dem Panzerkreuzer Asama aus Japan ein.

Der Zerstörer Capitán Thomson

Wegen einer Erkrankung des Königs wurde die Schau verschoben und die Chacabuco folgte einem am 17. Juni 1902 von Plymouth nach Chile gestarteten Verband mit den angekauften Transportern Rancagua und Maipo sowie den Zerstörern Captain Thompson, Captain Merino Jarpa und Captain O'Brien (Letztere von Laird Brothers, alle 1902, 350 tn.l., 30 kn). Am 10. August erreichte der Verband mit der Chacabuco bei Cabo Frio Südamerika.
Im Januar 1908 wurde die Chacabuco der amerikanischen Atlantik-Flotte entgegengeschickt, um sie durch die Wasserstraßen rund um Feuerland zu führen. Die sogenannte Große Weiße Flotte befand sich mit 16 Linienschiffen auf ihrer ersten Etappe von der amerikanischen Ostküste zur Pazifikküste und erreichte am 1. Februar Punta Arenas, die damals südlichste Stadt der Welt, wo sie zuletzt von einem argentinischen Kreuzergeschwader von vier Schiffen begleitet wurde und von der rechtzeitig eingetroffenen Chacabuco mit dem amerikanischen Botschafter Hicks an Bord empfangen wurde, die dann die amerikanischen Schiffe in den offenen Pazifik lotste. Vorher wartete man auf eine amerikanische Zerstörerdivision, die am 5. eintraf und anfangs die großen Schiffe begleitete. Sie suchte dann ihren Weg küstennäher nach Norden. Vor Valpareíso stieß die Esmeralda zum Verband, der dann von der Chacabuco und fünf chilenischen Zerstörern am 14. Februar in die Bucht von Valpareíso geführt wurde und für den chilenischen Staatspräsidenten Montt, der die Parade des Verbandes vom chilenischen Schulschiff General Baquedano aus abnahm, mit jedem Schiff Salut schoss.
Im Dezember 1909 wurde die Maschinenanlage der Chacabuco überprüft und erreichte dabei Geschwindigkeit von 24,75 kn für drei Stunden. Im Juni 1912 nahm der Kreuzer dann an der Flottenparade zur Krönung des Königs Georg V. teil, zu der 188 Kriegsschiffe bei Spithead versammelt waren. Unter den 18 ausländischen Besuchern waren auch weitere Elswick-Kreuzer mit der brasilianischen Buenos Aires, der chinesischen Hai Chi und der türkischen Hamidiye.

### Modernisierung
Der Kriegsbeginn in Europa 1939 verhinderte den Ankauf moderner Kriegsschiffe, so dass die chilenische Marine entschied, die seit 1935 nicht im aktiven Dienst befindliche Chacabuco wegen ihrer gut erhaltenen Maschinenanlage zu modernisieren. Sie erhielt ein modernes Brückenhaus, neugestaltete Schornsteine und nur noch einen Pfahlmast. Die Bewaffnung wurde auf sechs 6 Zoll-L/50-Kanonen und zehn 20 mm-Flugabwehrgeschütze verändert. So kam die in Chile im Arsenal von Talcahuano umgebaute Chacabuco am 24. Dezember 1941 wieder in Dienst. Das Schiff erreichte noch eine Geschwindigkeit von 18 Knoten und diente als Ausbildungs- und Führungsschiff für leichtere Einheiten in den folgenden Jahren. 1952 schied die Chacabuco endgültig aus dem Dienst der chilenischen Marine aus.